# さだまさし ヒット・コレクション
『さだまさし ヒット・コレクション』は、1980年12月10日にリリースされたシンガーソングライター・さだまさしがカセット・テープのみで企画されたベスト・アルバムである。

## カセット・テープの概要
- 『さだまさしベスト16』以来1年半ぶりのカセット・テープのベスト・アルバムである。フリー・フライトの企画であり、ワーナー・パイオニアからリリースされた音源は収録されていない。『さだまさしベスト16』は「天までとどけ」「惜春」「雨やどり」の3曲のみアルバム未収録であったが、本作はアルバム未収録曲のみで構成されている。さだはアルバム『夢供養』の解説において、「天までとどけ」「惜春」をアルバム収録せず、今後はシングルとアルバムそれぞれ別の楽曲でリリースすると言明していた。なお、本カセット・テープにはさだまさしオリジナルの名前入りギターのピックが添えられていた。
- 本作以降、カセット・テープのみのコンピレーション・アルバムは制作されておらず、最後のカセット・テープ・ベスト・アルバムとなった。

## 収録曲
Side-1
1. 関白宣言
シングル曲。
2. 惜春
シングル曲。シングル盤では「天までとどけ」とは両方A面の規格であった。
3. 天までとどけ
シングル曲。
4. なつかしい海 －My little shore －
シングル曲。「関白宣言」のB面。
5. 親父の一番長い日
シングル曲。この曲のみライヴ録音。

Side-2
1. 防人の詩
シングル曲。当カセット・テープのリリース時では最新ヒット曲であった。
2. HAPPY BIRTHDAY
シングル曲。シングル盤では「道化師のソネット」とは両方A面の規格であった。
3. とてもちいさなまち
シングル曲。「防人の詩」のB面。
4. 椎の実のママへ
シングル曲。「親父の一番長い日」のB面。
5. 道化師のソネット
シングル曲。

すべて作詩・作曲：さだまさし。